# Cryptanthus sergipensis
Espèce
Cryptanthus sergipensis est une espèce de plantes de la famille des Bromeliaceae, endémique du Brésil et décrite en 1998 par la botaniste vénézuélienne Ivón Ramírez.

## Étymologie
L'épithète sergipensis provient de l'État de Sergipe dont l'espèce est endémique.

## Distribution
L'espèce est endémique de l'État de Sergipe dans le Nord-Est du Brésil.

## Description
Selon la classification de Raunkier, l'espèce est chamaephyte ou hémicryptophyte.